# Ceriana polista
Ceriana polista är en tvåvingeart som beskrevs av Seguy 1948. Ceriana polista ingår i släktet griffelblomflugor, och familjen blomflugor.
Artens utbredningsområde är Laos. Inga underarter finns listade i Catalogue of Life.